# Aplauso por los trabajadores de la salud

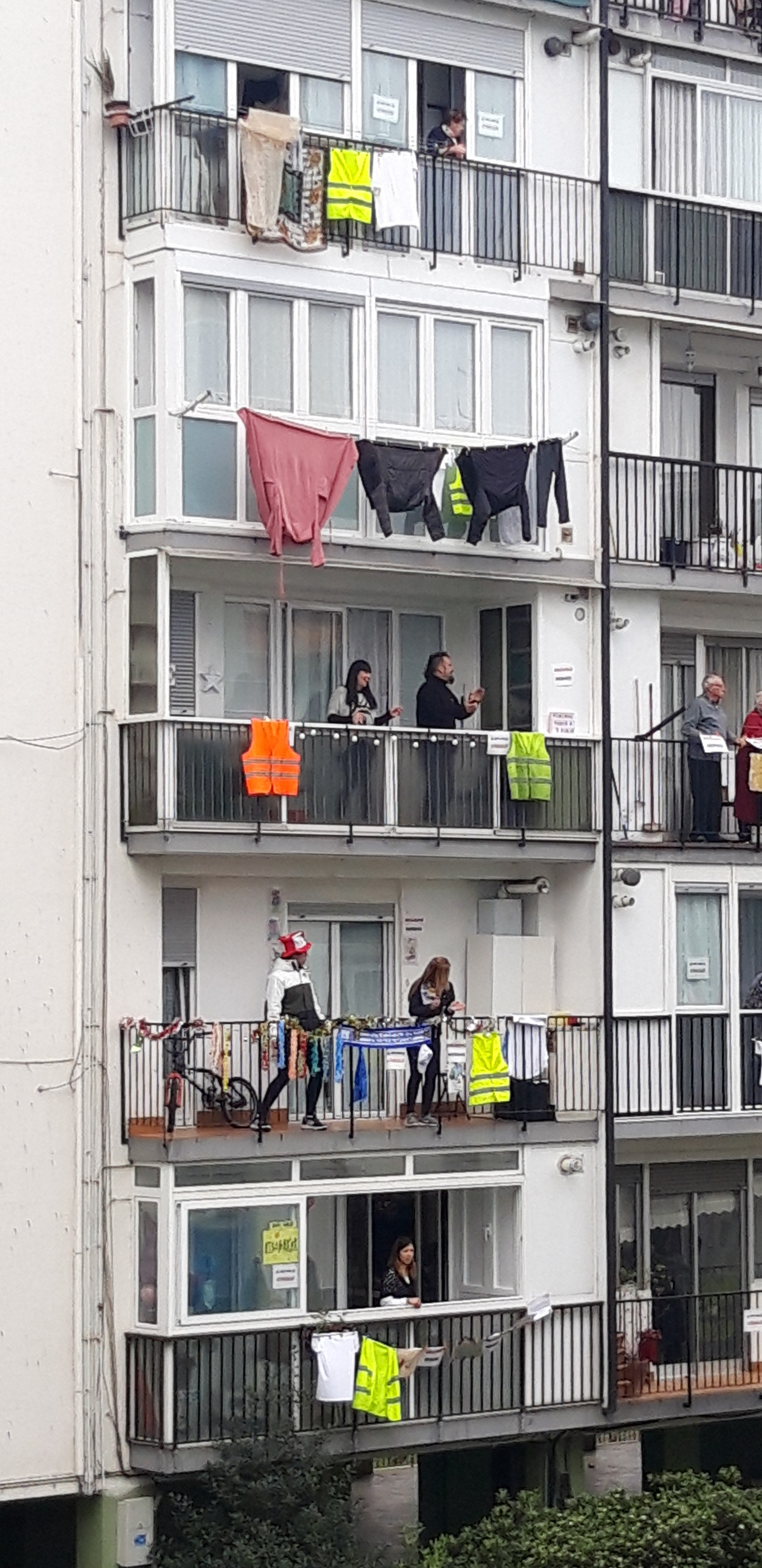
Gente aplaudiendo en Lasarte.

El aplauso por los trabajadores de la salud o fue un gesto de aclamación, gratitud, y reconocimiento hacia los profesionales de la salud en homenaje a su labor durante la pandemia de COVID-19, principalmente. Se trató de una actividad surgida en enero de 2020 en la ciudad china de Wuhan, origen de la pandemia, y luego extendida a varias ciudades del mundo durante las cuarentenas y cordones sanitarios ordenados como medidas preventivas durante esa pandemia. Los primeros en replicar el agradecimiento fueron los ciudadanos de Italia, los primeros días de marzo durante la cuarentena nacional decretada por el Gobierno italiano el día 9 de ese mes.

## Descripción
Consistía en brindar un aplauso colectivo en un tono de ovación, especialmente en las grandes aglomeraciones urbanas donde hay una gran cantidad de edificios multifamiliares en homenaje y agradecimiento a los trabajadores de la salud, quienes se encontraban en un alto riesgo de exposición al virus, además de promover que las personas permanecieran en sus hogares. Este evento filantrópico fue altamente difundido por las redes sociales en Internet, produciéndose así como un fenómeno en la web. En Francia se utilizaron los hashtags #OnApplaudit y #Applaudements20H para la convocatoria.
Originalmente surgió a raíz de los vítores de los ciudadanos de Wuhan, que gritaban jiāyóu, literalmente "echa aceite" (un modismo chino para expresar "mantén la lucha") al personal sanitario y sus vecinos desde sus casas. Aunque inicialmente constaba sobre todo de vítores y gritos de ánimo, tras la diseminación global de la pandemia pasó a ser una actividad basada principalmente en aplausos.
En algunos lugares, el gesto popular también se extendió a otros colectivos vulnerables de infección, como los cuerpos de seguridad y las fuerzas armadas, el personal de los supermercados, trabajadores de limpieza, entre otros. Asimismo, el 28 de marzo se convocaron aplausos en España a las 18.00 por todos los niños.
También se sumaron algunas figuras públicas a esta iniciativa, subiendo vídeos en sus redes sociales aplaudiendo la labor del personal sanitario, entre ellos destacan el futbolista brasileño Neymar y los hijos del príncipe Guillermo de Cambridge, Jorge, Carlota y Luis, en nombre de la familia real británica.
El 26 de marzo en España el Congreso de los Diputados, como ente representativo del pueblo español, se unió en el hemiciclo a las ovaciones públicas. Situación similar ocurrió el mismo día en la Asamblea Irlandesa.

## Países y ciudades donde se llevó a cabo esta práctica

### España

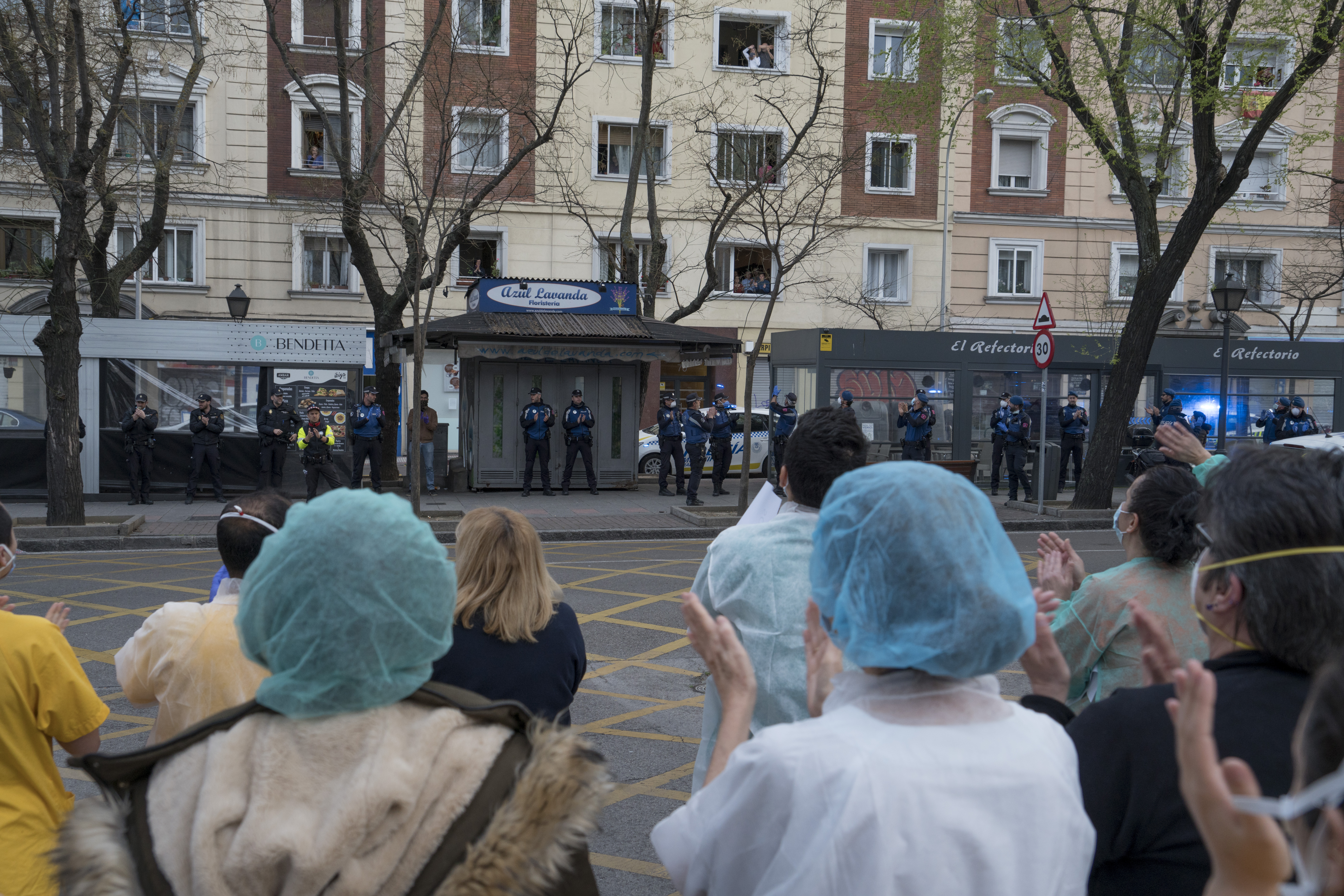
Personal sanitario y la policía municipal en el Hospital Gregorio Marañón agradecen con aplausos el gesto popular (29 de marzo).

En España se convocó el primer aplauso a través de las redes sociales el sábado 14 de marzo a las 22:00 horas. Al día siguiente se mantuvo la cita, pero adelantando la convocatoria a las 20:00 horas, con la intención de incluir a los niños en este acto multitudinario. A partir de ahí, la iniciativa se convirtió en costumbre y todos los días puntualmente la gente acudía a la cita en su balcón desde la mayoría de los rincones del país.
Esta situación prosiguió, aunque perdiendo intensidad en el mes de mayo, a raíz del relajamiento de las medidas como consecuencia de la mejora de la situación sanitaria y epidemiológica, así como del inicio del proceso de desconfinamiento por parte del gobierno y las autoridades científicas y sanitarias del país. Debido a esto, se comenzó a difundir una petición (también por redes sociales) para dar un último aplauso el 17 de mayo, con el propósito de otorgar un "final digno" a esta práctica. A pesar de ello, todavía en el mes de junio se seguían produciendo algunos aplausos colectivos por parte de la ciudadanía.

### Reino Unido

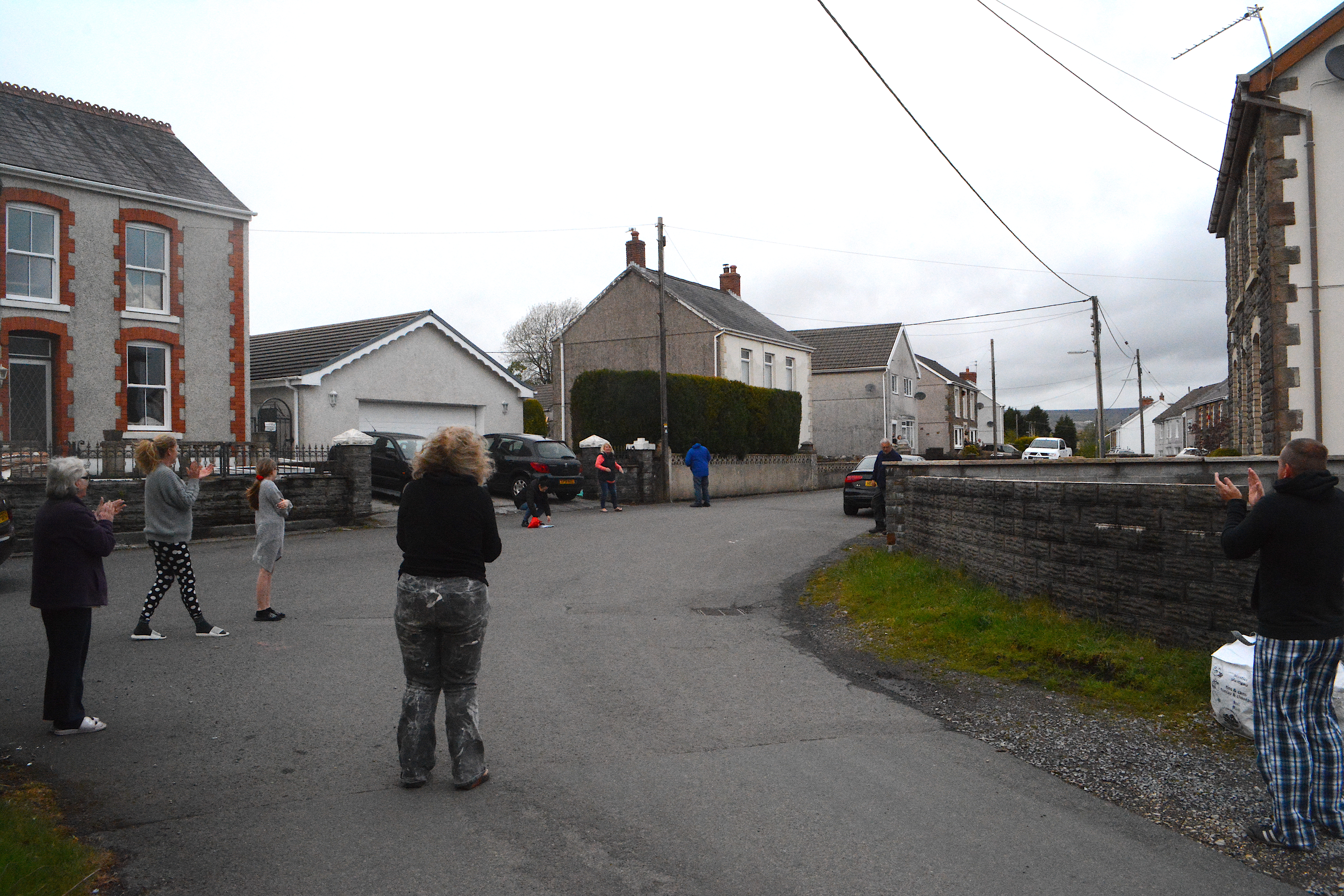
Residentes en Gales fuera de sus casas aplaudiendo en apoyo del NHS.

En Reino Unido la iniciativa se conoció como Clap for our Carers y se llevó a cabo principalmente los jueves a las 20:00 para reconocer el trabajo de médicos, enfermeros y otros trabajadores sanitarios así como el de los cuerpos de seguridad, los trabajadores del transporte, los tenderos, los profesores, los encargados de la limpieza, los veterinarios y otros colectivos. El último aplauso fue el jueves 28 de mayo.

### México
En México inició en el Multifamiliar Presidente Alemán ubicado en la colonia Del Valle en la Ciudad de México frente al Centro Médico Nacional 20 de Noviembre, donde diariamente se reunían todas las noches a las 21:00 horas para aplaudir y con canciones como  We Are the World y Amigo daban ánimo a médicos, enfermeras y todo el personal de salud que labora en este centro.

### Otros países

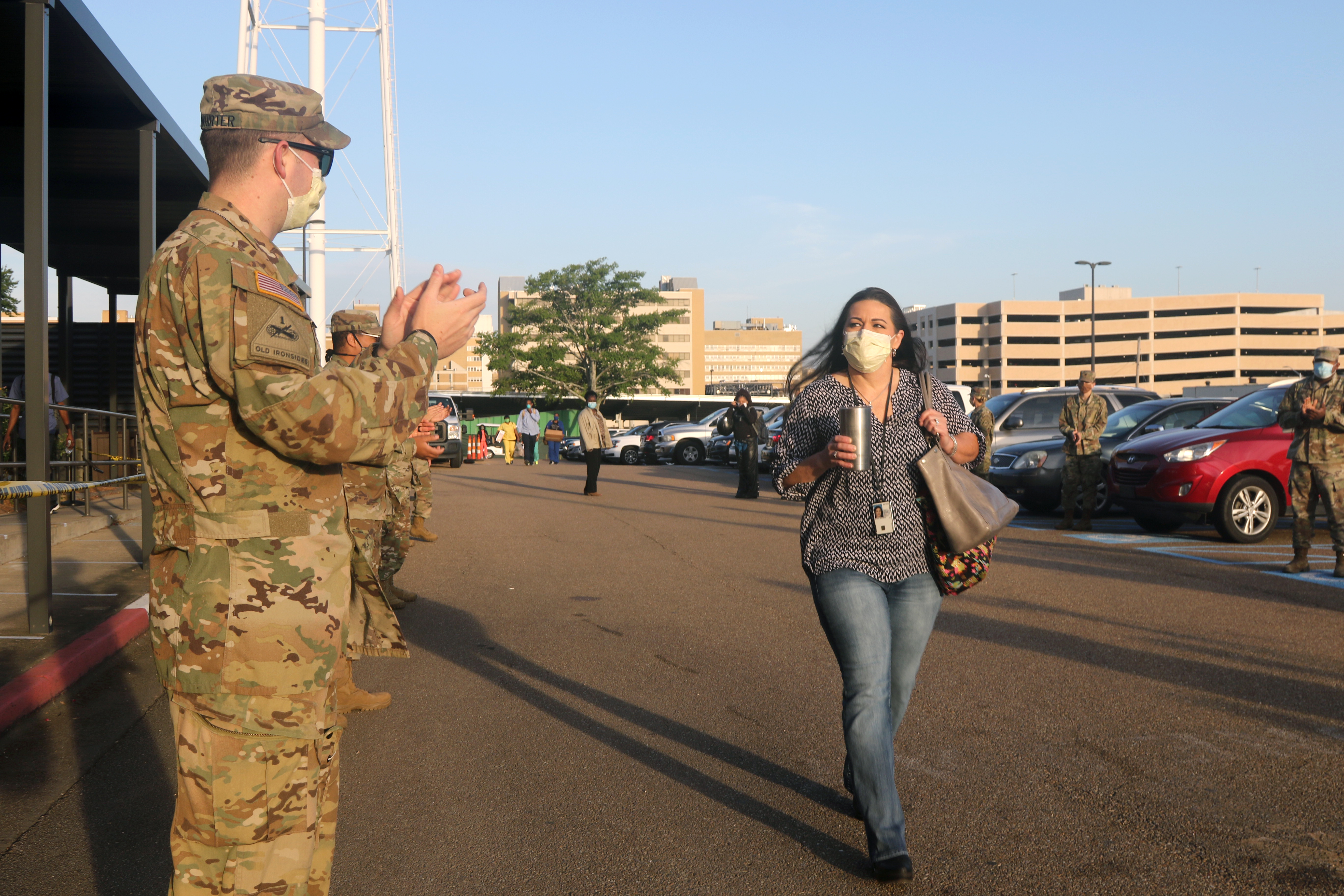
Soldados de Misisipi se reúnen a aplaudir en la entrada del G.V. (Sonny) Montgomery VA Medical Center.

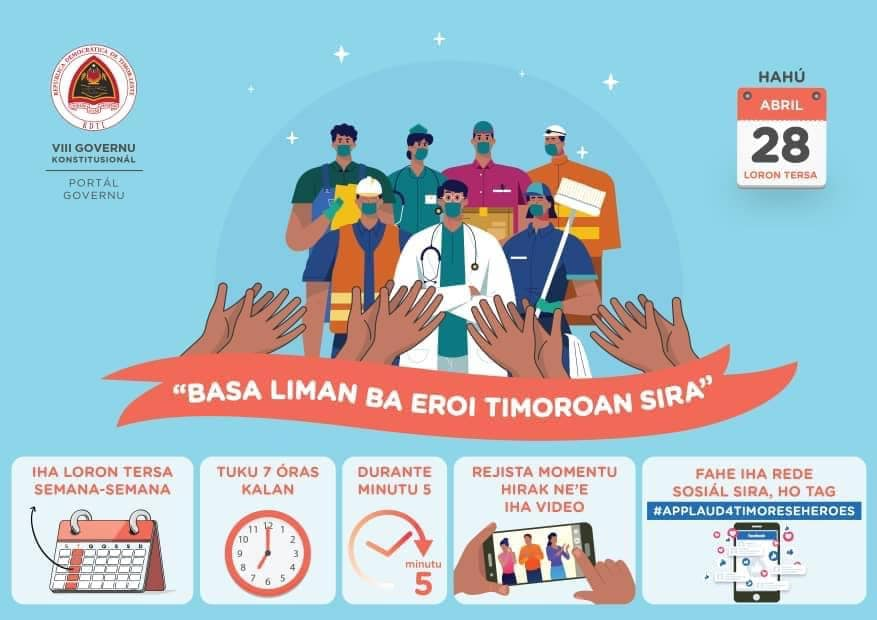
Cartel timorense solidario hacia los trabajadores de los salud.

| - Andorra - Alemania - Argentina - Austria - Bélgica: Bruselas - Canadá - Chile: Santiago de Chile - China | - Colombia: Bogotá - Croacia - Cuba - Ecuador: Quito - Emiratos Árabes Unidos: Dubái - España - Estados Unidos - Francia | - India: Bombay - Irlanda - Israel - Italia - México: Ciudad de México - Nueva Zelanda - Países Bajos: Ámsterdam - Panamá: Ciudad de Panamá | - Paraguay: Asunción - Perú: Lima - Reino Unido - Suiza - Tailandia: Bangkok - Turquía - Uruguay: Montevideo |